# Petrus Millberg
Petrus Jonæ Millberg, född 26 december 1675 i Virserum, död 4 november 1737 i Landeryd, var en svensk präst och lektor i Linköping.

## Biografi
Millberg föddes 26 december 1675 i Virserum. Han var son till kronolänsmannen Jonas Månsson och Maria Olofsdotter i Misterhult. Millberg studerade i unga år i Växjö, blev 24 oktober 1698 student vid Uppsala universitet, blev magister 21 maj 1713 och konrektor i Linköping 28 november  1716, en tjänst han tillträdde 1717. Vidare blev han lektor i Matematik 29 april 1718, prästvigdes 19 december 1722, blev kyrkoherde i Landeryds församling 1723, andre teologi lektor 1728 och kontraktsprost i Skärkinds kontrakt 1732, och samma år blev han preses vid prästmötet. Millberg avled 4 november 1737 i Landeryd och begravdes 1 december samma år i Linköpings domkyrka.
Han blev erbjuden att bli professor i astronomi i Uppsala, men tackade nej till tjänsten.

### Familj
Millberg gifte sig 28 juli 1723 med Beata Christina Rinström. Hon var dotter till borgmästaren Magnus Rinström och Helena Ryding.